# 梁云构
梁云构（1584年—1649年），字匠先，号眉居，河南开封府兰阳县人，明末清初政治人物。

## 生平
崇祯元年进士，官至佥都御史。福王时授兵部侍郎。入清，授通政司参议，迁大理寺卿，擢户部左侍郎，子崇禎七年進士梁羽明。